# 특수작전

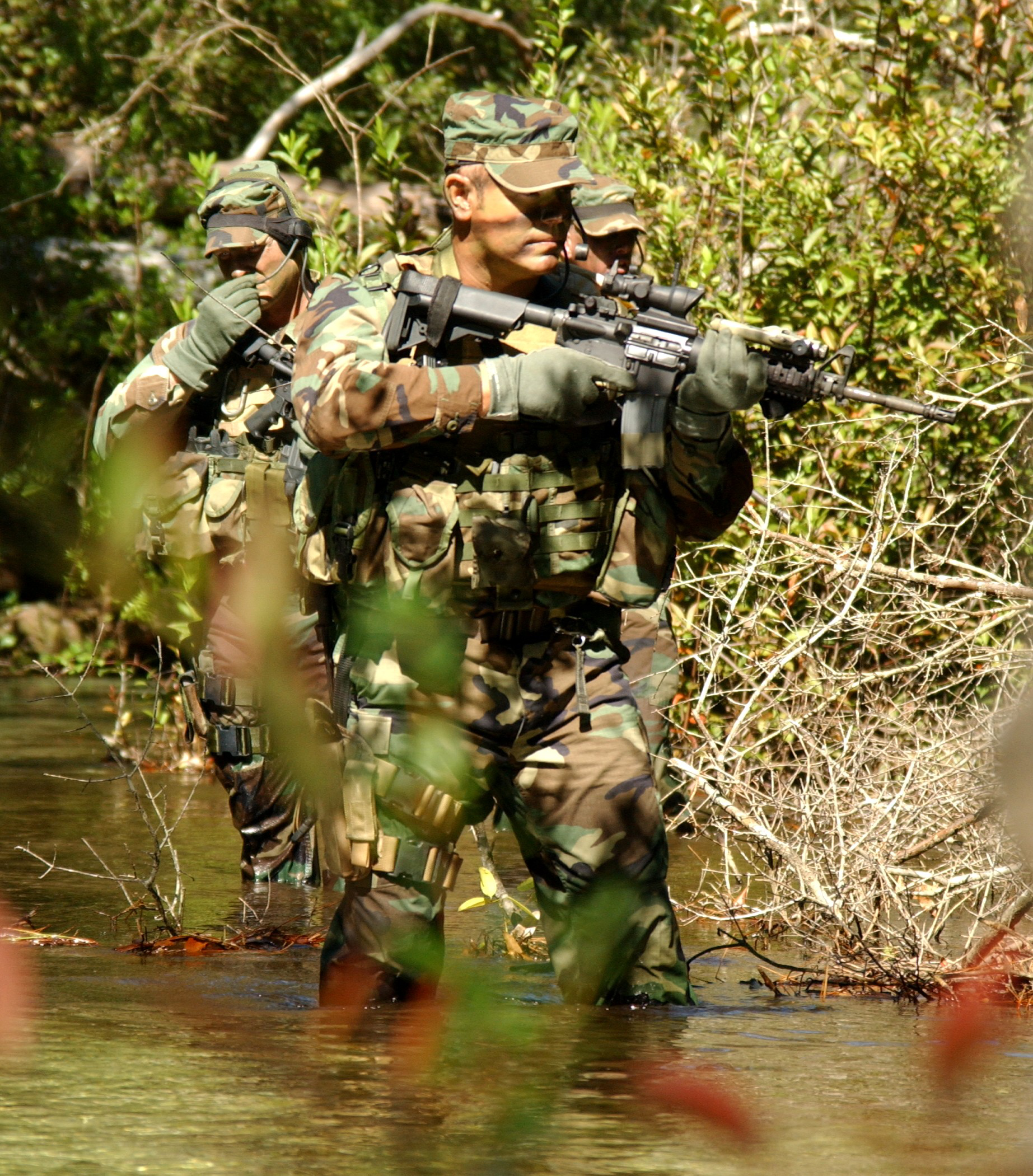

특수작전(特殊作戰, special operations)은 정규적인 전쟁으로 분류할 수 없는 다양한 분쟁 및 정규전이 아닌 특수한 군사활동 및 이런 군사활동으로 진행되는 전쟁 등을 총칭하는 개념인 비정규전 및 특수전에서 실행되는 세부적인 군사활동을 의미한다. 
부연하자면 전시와 평시에 관계없이, 게릴라 활동, 첩보 활동, 비밀 작전, 파괴 공작, 심리전, 테러 등을 비정규전이라고 분류한다. 비정규전의 경우 좁은 의미로는 게릴라전만을 의미하나, 넓은 의미에서 보면 전선에서 직접 맞부딪히는 전선전투와 그 전선전투를 지원하는 지원작전 이외의 군사활동에 해당하며, 이러한 비정규전 및 특수전에서 실행되는 특수작전 그리고 이 작전을 전문적으로 수행하는 부대를 특수부대라고 부른다.
특수전과 특수작전 용어가 동의어처럼 구분없이 사용되기도 하지만 세부적으로는 위와 같이 구분되며 특수작전의 개념이 성립되지 않았던 과거에는 스파이 행위로 인식되어 특수작전에 참여한 군인은 포로 대우를 받지 못하고 처형당하는 등 처우가 굉장히 안좋았으나 현대에는 특수전 또한 정식적인 군사작전의 하나로 인정받는다. 그러나 특수전 부대의 특성상 정식적인 군사작전이 아닌 흑색작전 유형의 특수작전 또한 비밀리에 매우 빈번히 발생하고 있다.

## 특수작전의 사례
특수작전은 일반적으로 군사 조직에서 교육을 받은 특수부대나 특수요원들이 주로 수행하는 작전을 의미한다. 이러한 작전은 일반적인 전투와는 다른 방식으로 수행되며, 정보 수집, 저지, 사냥 및 파괴 등 다양한 임무를 포함할 수 있다. 이는고대부터 현대까지 거의 모든 문명과 군사 조직에서 존재해온 활동이다. 그러나 20세기와 21세기에 특수전은 더욱 중요하게 다뤄지며, 특히 제2차 세계대전 이후로는 국가 간의 전략적인 영향력과 위상이 커졌다. 특수전의 현대적인 개념은 제2차 세계대전과 한국전쟁에서부터 형성되었다. 이들 전쟁은 기존의 전통적인 군사 전술과 전략에 한계를 보여준 것으로 여겨졌으며, 이를 극복하기 위해 특수전이 점점 중요해지기 시작했다.

### 2차 세계대전의 사례 (1939-1945)
제2차 세계대전에서는 아돌프 히틀러의 제국주의 독일군과 일본군의 강력한 전투력에 맞서기 위해 연합군이 특수전 작전을 개발하였다. 이는 정보 수집, 적의 시설 파괴, 인질 구출 등 다양한 임무를 수행하는 작전으로서, 나중에는 군사 작전이나 정치적인 목표를 달성하기 위한 수단으로 근대화되었다. 2차 세계 대전은 특수작전의 많은 발전과 함께 가장 잘 알려진 사례인데, 이때 연합군과 추축국은 특수작전을 사용하여 적군의 정보 수집, 파괴작전, 저지작전, 인질 구출 등을 수행했다. 대표적으로 미국 OSS(Office of Strategic Services), 영국 SOE(Special Operations Executive), 독일 Abwehr, 스웨덴 S.O.E. 등이 특수작전을 수행했다.
1. 노르망디 작전(Operation Overlord): 1944년 6월 6일, 연합군은 독일 점령지인 노르망디 해변으로 대규모 상륙 작전을 실시했다. 이 작전은 아드리안 웨스캇의 지휘 하에 미국 육군 101st Airborne Division(101공수사단)의 "스크리밍 이글스"(Screaming Eagles) 부대와 영국의 SAS(Special Air Service) 등의 특수부대가 참여했다. 특수부대들은 노르망디 상륙 전에 적의 통신망 파괴, 다리 점령, 적의 지휘 체계 파괴 등을 수행하여 상륙에 성공하고 전선 안정화에 기여했다.
2. 데스티니 II 작전(Operation Halyard): 1944년부터 1945년까지 동안, 유고슬라비아의 독립운동을 지원하기 위해 미국 Office of Strategic Services(OSS)와 유고슬라비아 파르티잔들은 데스티니 II 작전을 수행했다. 이 작전은 미국 육군 공수부대와 OSS 요원들이 투입되어 독일군의 점령하에 있는 미군 비행기 조종사들을 구출하는 것을 목표로 했다. 특수부대들은 비밀리에 독일군을 속여 구출 작전을 수행하고, 성공적으로 많은 조종사들을 구출했다.
3. 코만도 작전(Operation Gambit): 1943년, 미국 OSS와 유엔의 협력으로 진행된 코만도 작전은 노르웨이의 텔레마크산 근처에 있는 독일군의 핵심 핵료 공장을 파괴하는 작전이었다. 이 작전에는 미국 OSS 요원들과 노르웨이의 저항운동인 스키타족(Skisja)의 멤버들이 참여했다. 특수부대들은 산악 지형에서의 스키 타고 적에게 습격을 가하고, 핵료 공장을 폭파하여 독일군의 핵심 자원을 파괴하는 데 성공했다.

위의 예시들은 제2차 세계대전에서 수행된 특수전 작전 중 일부이다. 이들 작전은 적의 전략적인 목표를 파괴하거나 중요한 정보를 수집하는 등 전술적인 역할을 담당하여 전쟁의 결과에 영향을 주었다.

### 한국전쟁의 사례 (1950-1953)
한국전쟁에서는 유엔군과 북한군 사이에서 여러 특수전 작전이 수행되었다. 이는 북한군의 게릴라 전술과 적응력을 극복하기 위해 유엔군이 특수부대와 특수요원들을 투입하여 수행된 것이었다.
1. 인천 상륙 작전(Operation Chromite): 1950년 9월, 한국 전쟁 초기에 유엔군은 인천으로 상륙하여 한국 반도를 북한군의 점령에서 해방시키는 작전을 수행했다. 이 작전은 미국 육군 특수부대인 8th Army Rangers(8군 특공대)와 한국의 임시정부 청산비상위원회(Taiwanese Ranger Group) 등이 참여하였다. 이 작전은 교두보가 좁은 인천으로의 상륙으로 인해 높은 위험을 안고 있었으며, 특수부대들은 적의 요새를 점령하고 인천 상륙에 성공하는 데 결정적인 역할을 했다.
2. 금강산 점령 작전(Operation Commando): 1951년 1월, 유엔군은 북한의 주요 산악 요새인 금강산을 점령하기 위한 작전을 수행했다. 이 작전은 영국의 SAS(Special Air Service)와 미국 육군의 10th Special Forces Group 등 특수부대가 참여했다. 특수부대들은 고산지대로서의 어려운 지형과 적의 격렬한 저항에 직면하였으며, 금강산을 점령함으로써 전쟁 전선의 안정화와 전략적 이점을 확보하는 데 중요한 역할을 했다.
3. 트롤 브리지 작전(Operation Ripper): 1951년 3월, 유엔군은 한반도 중부 지역의 중요한 교량인 트롤 브리지를 파괴하기 위한 작전을 수행했다. 이 작전에는 미국 육군의 187th Airborne Regimental Combat Team(187공수연대)와 영국의 SAS 등이 참여했다. 특수부대들은 적의 강력한 저항과 함정에 직면하며, 트롤 브리지를 파괴하여 적의 후방 통신과 교통을 차단하는 데 성공했다.

이 외에도 한국전쟁에서는 유엔군과 북한군 사이에서 다양한 특수전 작전이 수행되었다. 이들 작전은 적의 행동을 사전에 파악하고 적의 지휘 체계와 통신망을 파괴하거나 중요한 타격을 가하는 등 전략적인 목표를 달성하기 위해 수행되었다.

### 베트남 전쟁의 사례 (1955-1975)
베트남 전쟁은 많은 특수작전이 이루어진 전쟁으로 잘 알려져 있다. 미국의 그린베레와 호치민 적국군의 베트콩 등이 특수작전을 수행했다. 특히, 미국의 특수전사들은 인원 교류, 교란 작전, 정찰, 인질 구출 등 다양한 작전을 수행했다.
1. MACV-SOG: 미국의 MACV-SOG(Military Assistance Command, Vietnam - Studies and Observations Group)는 베트남 전쟁 동안 비밀 작전을 수행한 특수부대였다. 이 부대는 미국과 베트남의 특수전사들로 구성되어 주로 정찰, 사살, 폭파 작전을 수행했다. MACV-SOG는 군사 정보 수집 및 파괴 작전, 인질 구출, 반군 활동 지원 등 다양한 임무를 수행했다.
2. 터널 랫 작전(Operation Tunnel Rat): 이 작전은 베트남 전쟁에서 미국군과 호치민 적국군 사이에 벌어진 지하 터널 네트워크 전쟁에서 사용되었다. 적군은 지하 터널을 이용하여 공격이나 인질 구출 등을 수행하는데, 미군의 터널 랫(Tunnel Rat)은 특수훈련을 받은 병사들로 구성되어 적군의 터널로 침투하여 탐색, 정찰, 폭파 작전 등을 수행했다.
3. 인질 구출 작전: 베트남 전쟁에서는 인질 구출 작전도 많이 이루어졌다. 이 중에서도 가장 유명한 사례 중 하나는 1970년 5월 4일에 베트콩(베트남 국민해방전선)이 점령한 캄라누 왕궁에서의 인질 구출 작전이다. 미국의 델타 포스(Delta Force)와 베트남 특수부대인 '퐁탄그 세븐'은 은밀하게 궁에 침투하여 인질을 구출하고 베트콩 멤버들을 제거하였다.
4. 해적 작전(Pirate Operations): 베트남 전쟁에서는 미국 해병대의 일부 부대가 호치민 적국군의 하수도와 강을 통해 이동하는 적군을 공격하는 해적 작전을 수행했다. 이 작전에서는 특수전력 배를 이용하여 적군의 보급선을 파괴하고 적군의 통제 지역을 저지했다.

베트남 전쟁에서의 특수작전은 전쟁의 특성과 상황에 따라 다양한 형태로 수행되었다. 이 외에도 폭파 작전, 정찰 작전, 인신매매 네트워크 파괴 작전 등 다양한 작전이 수행되었으며, 이는 전쟁의 결과에 영향을 미쳤다.

### 제1차 해프닝(Desert One) 작전 (1980)
제1차 해프닝 작전(Desert One Operation)은 1980년 4월 24일부터 25일까지 이란의 테헤란에서 수행되었던 미국의 구출 작전이다. 이 작전은 이란에서 52명의 미국 대사관 직원들이 인질로 잡혀 있는 사태에 대한 구출 작전으로 계획되었다.
작전은 이란 내에서 군사 기지인 Desert One에 대부분의 참전군을 투입하는 것을 포함하여 복잡한 협동 작전이었다. 작전은 미국 육군 특수부대인 델타 포스(Delta Force)와 해군 특수전 부대인 중앙지휘부 특수전 소대(Seal Team Six)의 멤버들로 구성되었다. 작전을 이끌었던 사람은 미국 육군의 헤로드 대령(Colonel Charles Beckwith)이었다.
작전은 이란의 테헤란 도심에 있는 대사관에 대한 공중 수송을 위한 8대의 헬리콥터를 이용하여 시작되었다. 그러나 작전 도중 헬리콥터 중 하나가 기술적인 문제로 인해 고장나고, 날씨 조건과 기술적인 문제들이 작전을 가로막았다. 이로 인해 작전은 중단되고 작전 참전군은 이륙을 시도했지만, 헬리콥터 중 하나인 RH-53D 헬리콥터가 사고를 일으키며 총 8명의 군인이 사망하였다. 작전은 실패로 끝나게 되었다.
해프닝 작전은 미국에 큰 파장을 일으키며 미국의 군사 작전 계획과 미국 군사의 역량에 대한 토론을 촉발시켰다. 이 작전의 실패는 미국 군사의 특수작전 능력을 강화하기 위한 변화와 개선을 이끌었으며, 이후 미국은 특수작전 능력을 강화하기 위해 훈련과 장비 개발에 더욱 투자하게 되었다.
다음은 제1차 해프닝 작전에서 사용된 특수작전 전술의 일부이다:
1. 은밀한 접근과 위장: 작전에 참여한 미군은 은밀하게 이란으로 접근하기 위해 미국 헬리콥터들을 사막 지형에 숨기고, 작전 참전군들은 군복 및 장비를 이란 인구와 유사하게 위장하여 적의 감지를 피하고 은밀한 행동을 할 수 있도록 했다.
2. 공중 수송과 기동: 작전에는 헬리콥터를 이용한 공중 수송이 중요한 역할을 했다. 이를 위해 헬리콥터들은 미국 항공모함에서 출발하여 이란에 접근했으며, 헬리콥터들은 특수작전용으로 개조되어 무장 및 연료 용량을 증가시키고, 야간 작전을 수행하기 위한 센서 및 장비를 탑재했다.
3. 병력 조합과 협력: 작전에 참여한 병력은 미국 육군의 델타 포스(Delta Force)와 해군의 중앙지휘부 특수전 소대(Seal Team Six)의 멤버들로 구성되었다. 이들은 자신들의 전문성과 훈련을 바탕으로 효과적인 작전 수행을 위해 협력하고 조화롭게 행동했다.
4. 정밀한 정보 수집과 평가: 작전 전에는 이란의 대사관 및 주변 지역의 정보를 수집하고, 적의 병력 배치 및 방어 체계를 평가하는 등 정밀한 정보 수집과 평가가 이루어졌다. 이를 통해 작전 계획이 최적화되고 적과의 교전에서의 위험을 최소화할 수 있었다.
5. 신속한 행동과 대응: 작전 수행 중 사고가 발생했을 때에도 특수부대는 신속하게 행동하고 대응했다. 사고 후에는 대응 부대들이 혼돈 상황에서 철저한 조치와 소통을 통해 안전한 후퇴 및 구조 작전을 수행하기 위해 노력했다.

위의 특수작전 전술은 제1차 해프닝 작전에서 사용된 전략과 기술적인 요소들의 예시이다. 그러나 작전은 사고로 인해 실패하였고, 이를 계기로 미국은 특수작전 능력을 강화하기 위한 개선과 훈련을 추진하였다.

### 오데사 저지 작전 (2014)
오데사 저지 작전(2014)은 2014년 우크라이나의 동부 도시 오데사에서 발생한 민족 갈등에서 러시아 지원을 받은 세탁소들이 시민들을 공격하고 학생들을 인질로 잡은 사태에 대한 구출 작전으로 수행되었다. 이 작전에서는 우크라이나 특수부대인 '알파'가 주로 특수작전 전술을 사용했다.
다음은 오데사 저지 작전에서 사용된 특수작전 전술의 일부이다:
1. 은밀한 접근과 침투: 알파 특수부대는 은밀하게 목표지점에 접근하기 위해 위장, 은폐, 밤시각 장비 및 신속 이동 등 다양한 수단을 사용했다. 이를 통해 적군의 경계를 우회하고 목표 지점에 침투하여 작전을 수행했다.
2. 동시 접근과 동시 타격: 작전은 동시에 다수의 목표 지점을 공격하여 혼란을 일으키는 전술을 사용했다. 이를 통해 적군의 대응 능력을 분산시키고 작전 수행의 효과를 극대화했다.
3. 철저한 정보 수집: 작전 전에는 목표지점의 정보를 철저히 수집하여 적군의 위치, 병력 및 방어체계를 파악했다. 이를 통해 작전 계획을 최적화하고 효과적인 전략을 수립했다.
4. 인질 구출 및 대응 작전: 알파 특수부대는 시민들을 구출하고 적군에 대응하기 위해 신속하고 정확한 행동을 수행했다. 인질 구출 작전에서는 침묵과 속임수, 전투기술 및 교전 훈련을 바탕으로 적군과의 교전을 최소화하고 인질의 안전을 최우선으로 고려했다.
5. 팀워크와 조정: 특수부대 멤버들 간의 팀워크와 조정은 작전 성패에 중요한 역할을 했다. 작전 담당자는 작전을 철저히 계획하고 각 특수부대의 임무와 역할을 명확히 분담하여 작전을 수행했다.

이러한 특수작전 전술의 사용으로 오데사 저지 작전은 성공적으로 시민들을 구출하고 범죄자들을 체포하는 데에 일조했다. 이 작전은 우크라이나 특수부대인 '알파'의 전문성과 훈련 수준을 강조하며, 국제사회에서도 주목을 받는 사례 중 하나가 되었다.
이후의 역사에서는 특수전이 점차적으로 세계 각국에서 핵심 군사 전략의 일부로 수용되었다. 특수전 작전은 대침투, 대규모 작전의 사전 정찰, 테러리스트나 해적과의 싸움, 인질 구출 등 다양한 임무를 수행하는데 사용된다. 특수전은 군사적 능력뿐만 아니라 지능과 신속한 의사결정, 기밀 유지 등을 요구하기 때문에 훈련과 준비가 필요하다.
전세계적으로 유명한 특수부대로는 미국의 델타 포스, 네이비 씰스, 영국의 SAS, 이스라엘의 모사드, 러시아의 스패너 등이 있으며, 이들은 각자의 국가 안보와 군사 작전에서 중요한 역할을 담당하고 있다.

## 특수작전 종류
특수작전은 굉장히 다루는 범위가 방대한데 대표적으로 첩보수집, 암살, 폭파, 사보타주, 인질 구출, 심리전, 게릴라전, 혁명세력 지원 등이 있다. 임무 특성상 고도의 은밀성과 전문성이 요구되기 때문에 소수정예 병력으로만 이루어지는 경우가 많다.특수작전 강군인 미군에서는 이하의 9대 임무목록으로 특수작전을 구분한다.
각 특수작전들은 서로 명백히 구분되어 작전이 실행되는게 아닌, 한 작전 내에 수 많은 양상의 특수작전이 상당히 복합적으로 얽힌 상태다. 예를 들어 테러세력이 점령한 지역으로 침투해 해당 지역의 테러 단체를 전복시키고 지역을 수복하는 임무를 부여받았다고 치자. 이 작전을 크게 고려하였을때 전체적으로는 대테러전(CT)과 외국내부방어(FID)의 성향을 띤다. 이를 수행하기 위해선 작전 전반적으로 비재래전(UW)을 기준으로 시행하게 되고, 세부적인 차원으로 들어가 그러기 위해선 민사작전과 심리전, 직접타격은 물론이요, 정보구축을 위한 정보전과 특수정찰 등 모든 요소가 복합적으로 동반된다.

### 직접 타격(DA)
Direct Action

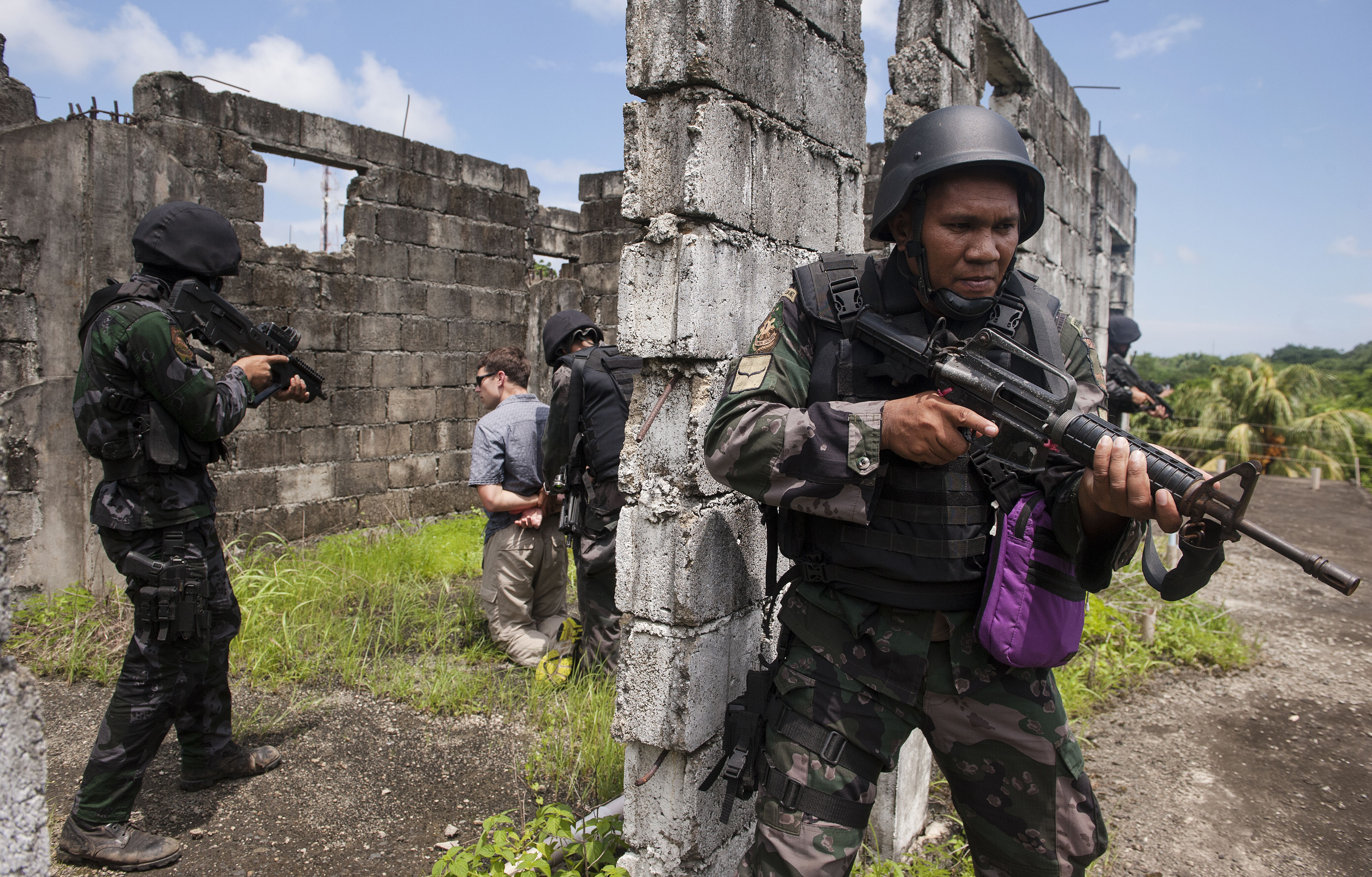

특수부대를 적진에 투입해서 시설을 파괴하고 인명피해를 입힌다. 적국 고위 인사를 암살하거나 VIP를 구출, 주요 시설을 파괴하는 임무 등이 해당한다. 일반적인 야지 전투보다는 급습, 실내전이 주가 된다. 물론 야지 전투 또한 존재한다.
목표에 대한 정보를 획득하면 전투기나 미사일, 드론 등으로 마무리하기 마련이지만, 굳이 특수부대로 직접타격하는 작전은 그만큼 정치적으로 예민하거나 극도의 정밀함을 요하는 흑색 작전일 가능성이 높다. 즉, 매우 중요한 작전이라는 것이다. 때문에 특수작전 특성상 한 작전에 아무리 많아봤자 20~30명(이도 상당히 많은 경우)이 투입되지만, 현장팀장이 무려 주임원사나 소령급, 모니터링으로 직속지휘하는 장교는 최소 중령에서 대령급 이상이고 사안에 따라 국방장관, 심지어 대통령이 작전상황을 참관하고 있을 수도 있다.

### 대테러전(CT)
CounterTerrorism

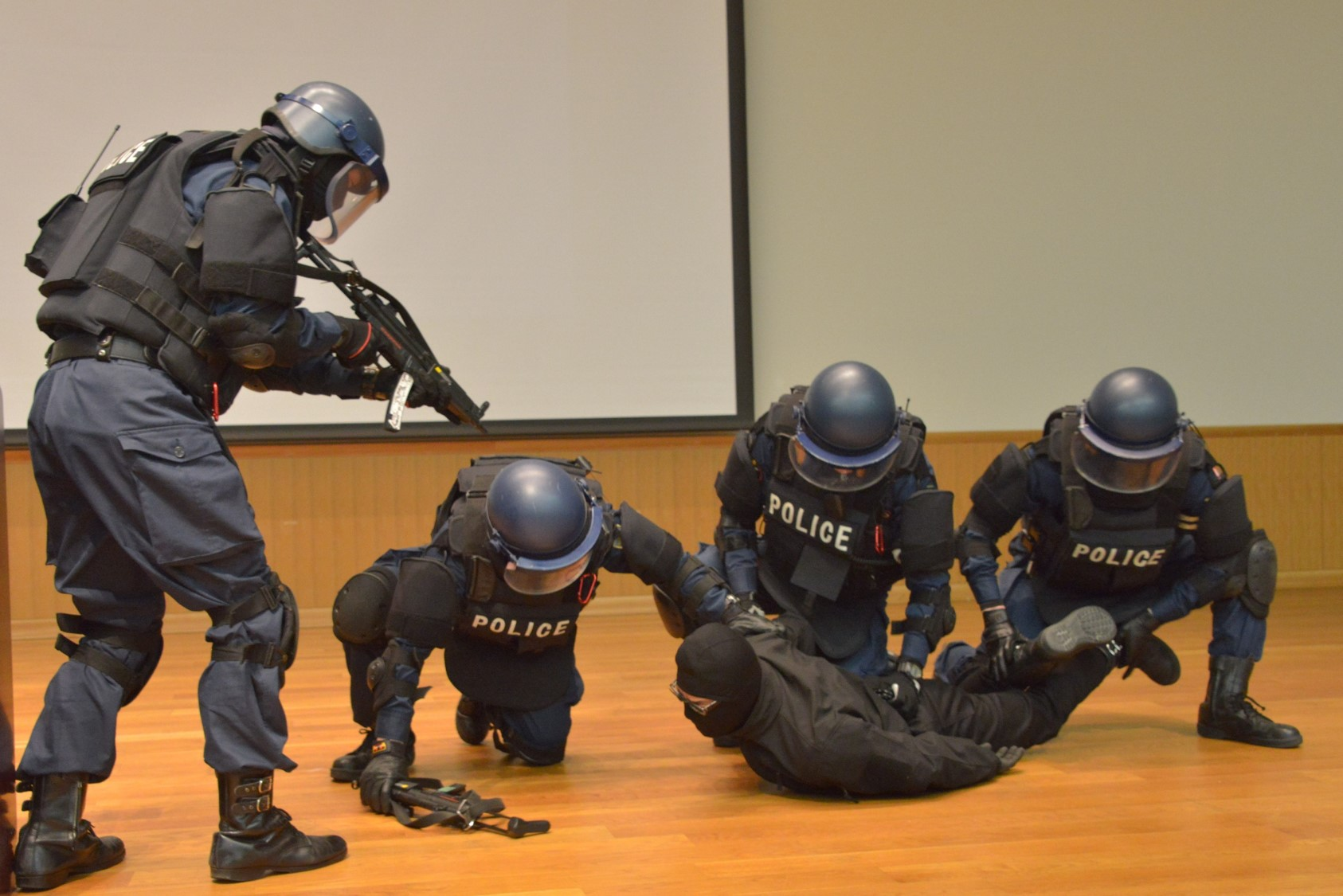

테러리스트들의 테러와 적대 세력 특수부대의 직접타격을 막아내는 임무. 무력을 동원한 진압 과정은 직접타격과 겹치는 부분이 많으나 예방이나 교섭, EOD 등 세부적으로는 다른 부분이 많아 분리되었다. 대테러를 전문적으로 수행하는 부대를 대테러부대라고 부르며, 보통 군 대테러부대의 경우 특수작전 부대 최고의 베테랑들이 모여 대테러를 포함한 온갖 고난도 임무를 수행한다.

### 외국내부방어(FID)
Foreign Internal Defense
치안이 불안정한 국가를 지원하는 임무로 현지의 치안유지를 일부 담당하고 해당 국가 정부의 군사능력 향상에 도움을 주는 임무. 즉 훈련교관으로 특수부대를 지원해주는 임무다. 아크 부대를 비롯하여 한국이 해외로 파견하는 특수부대들의 주임무이기도 하다.
치안 유지와 훈련 임무에 굳이 특수부대까지 투입해야하는 특수작전의 중요 임무 중 하나에 들어가있는 것이 의아하게 생각될 수 있으나, 실상은 훨씬 더 복잡하고 고차원적인 임무다. 치안이 불안하여 외국내부방어가 필요한 국가라면 해당 국가의 정부 또는 그에 상응하는 통치 세력에 적대적인 무장 세력들이 포진되어있고, 심지어 그 무장 세력이 그들의 훈련을 받는 눈 앞에 있을 수도 있다. 이들은 정부를 공격하여 본인들의 이득을 취하기 위해 수단과 방법을 가리지 않기 때문에 단순한 치안유지와 달리 정보전이나 민사작전 같은 내부 작전 비중이 훨씬 높다.
그래서 성공적인 외국내부방어 작전의 궁극적인 목적은 불필요한 전투 상황이 아예 일어나지 않을 정도로 해당 국가의 행정과 치안 유지가 성공적으로 이루어져 직접적인 군사 개입이나 이로 인한 우군의 피해를 최소화하는 것에 있다고 할 수 있다. 적대적인 반군이나 게릴라 세력의 위세를 국가의 행정력과 치안력 강화로 서서히 감소시키는 작전이기 때문에 외국내부방어 작전은 주둔국과 함께하는 대게릴라 작전이라고 설명되기도 한다.
중요한 점은 외국내부방어 작전군은 보조적인 역할을 담당하고 치안 유지의 중심은 해당 국가의 정부와 군대라는 점이다. 때문에 외국내부방어 작전에 참여하는 국가의 군사적·정치적 부담은 덜한 반면 해당 국가 운영에 대한 중심적인 부분에까지 접근할 수 있기 때문에 여러모로 국제 전장을 대상으로 활동하는 선진국들에게는 매우 중요한 임무 중 하나다. 본국과 멀리 떨어진 타국에서 아군에게 우호적인 외국 정부의 영향력을 강화하고 해당 정부의 행정력에 직접적으로 연결될 수 있다는 것은 군사적 목적을 넘어 정치·외교적으로 얼마나 중요할 지는 굳이 설명이 필요 없을 것이다.

### 비재래전(UW)
Unconventional Warfare

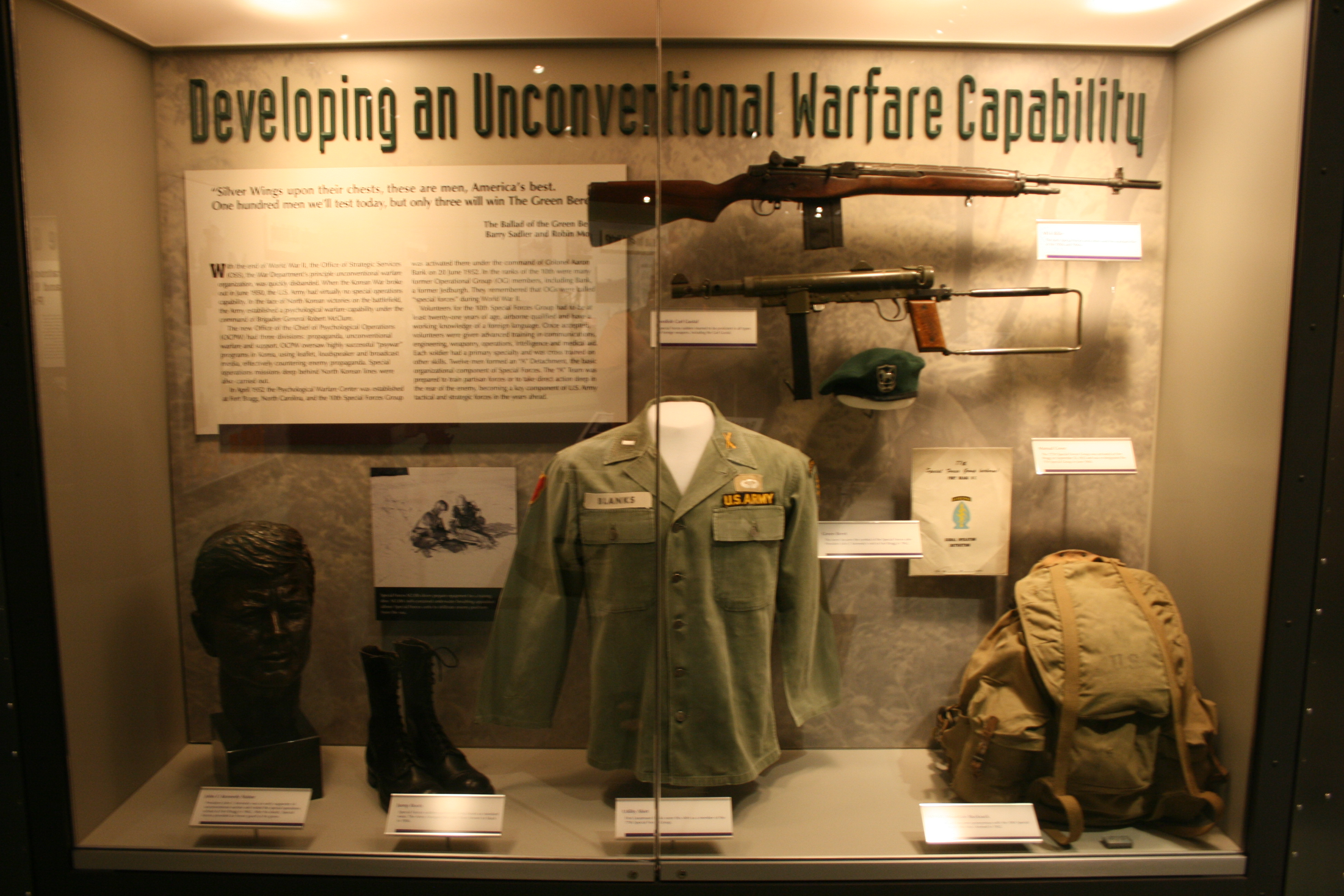

적국의 민중 세력을 규합하여 게릴라를 양성하고 다양한 형태의 유격전을 수행하는 임무. 이러한 작전들은 적국의 분열을 야기시켜 적을 내부로부터 붕괴시키는 특수작전으로 게릴라전이라고도 부르나, 정확히 말하면 게릴라전에 그 기원을 두는 더 발전된 형태의 작전이다. 한 예로 들자면 미국의 아프가니스탄 침공당시 가장 먼저 카불을 점령한것은 다름아닌 그린베레와 그들이 육성한 반정권 게릴라들이였다. 반대로 우군 영역에서 활동하는 게릴라를 소탕하는 대게릴라전을 포함하기도 한다.
많아봤자 고작 십여명의 극소수 팀이 침투해 수 백~수 천명의 반군을 양성하고 적 세력 자체를 내부에서 뿌리째 전복시키는만큼 현대 게릴라 작전은 매우 복합적이고, 장기적이며, 고급 전술이다. 공산권에선 이를 "혁명수출"이라 하며 군사 고문단을 파견, 물자지원과 함께 군사교육을 실시하였다.

### 특수 정찰(SR)
Special Reconnaissance

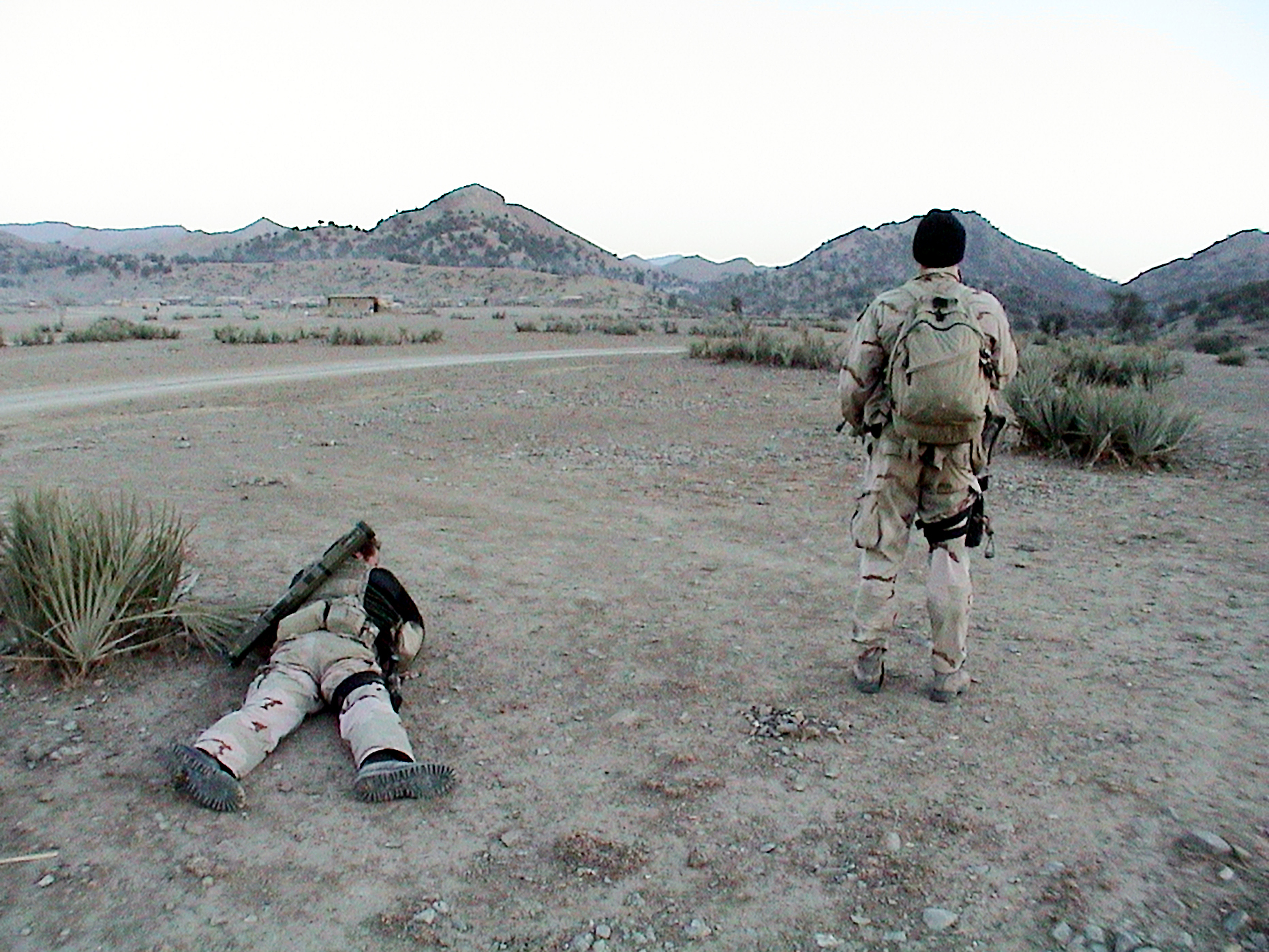

적국의 주요 군사정보나 시설의 위치 등을 정찰하여 정보를 습득하는 임무로 휴민트의 일종이기 때문에 이 또한 정보전에 포함된다고 볼 수 있다. 임무 특성상 최소한의 인원만 투입되므로 직접적인 교전은 최대한 회피하며, 타격이 필요할 경우에는 정밀 공격이 가능한 공중 전력이나 미사일 등으로 화력지원을 통해 공격하는 경우가 대부분이다.
아무리 사령부에서 지원을 해준다고 하더라도 목표 지역에 요원을 무사히 도착시켜주는 정도가 지휘부의 한계다. 투입된 요원은 정말로 필요한 경우를 제외하면 아군과 교신과 연락마저 차단한 채 독립적으로 임무를 수행하며, 사실상 맨몸으로 적대지역에 단신으로 들어갔다가 돌아와야 되는 수준이다. 즉 단독 작전이라는 것이다. 때문에 임무 난이도로 치면 병과 특기를 불문하고 군인 개인이 맡을 수 있는 임무 중에서 가장 어려운 임무라고 할 수 있다. 특수정찰팀의 활약을 그린 고스트 리콘 시리즈 게임이 유명하다.

### 민사-심리전(CA/Psyop)
Civil Operation/Psychological Operations

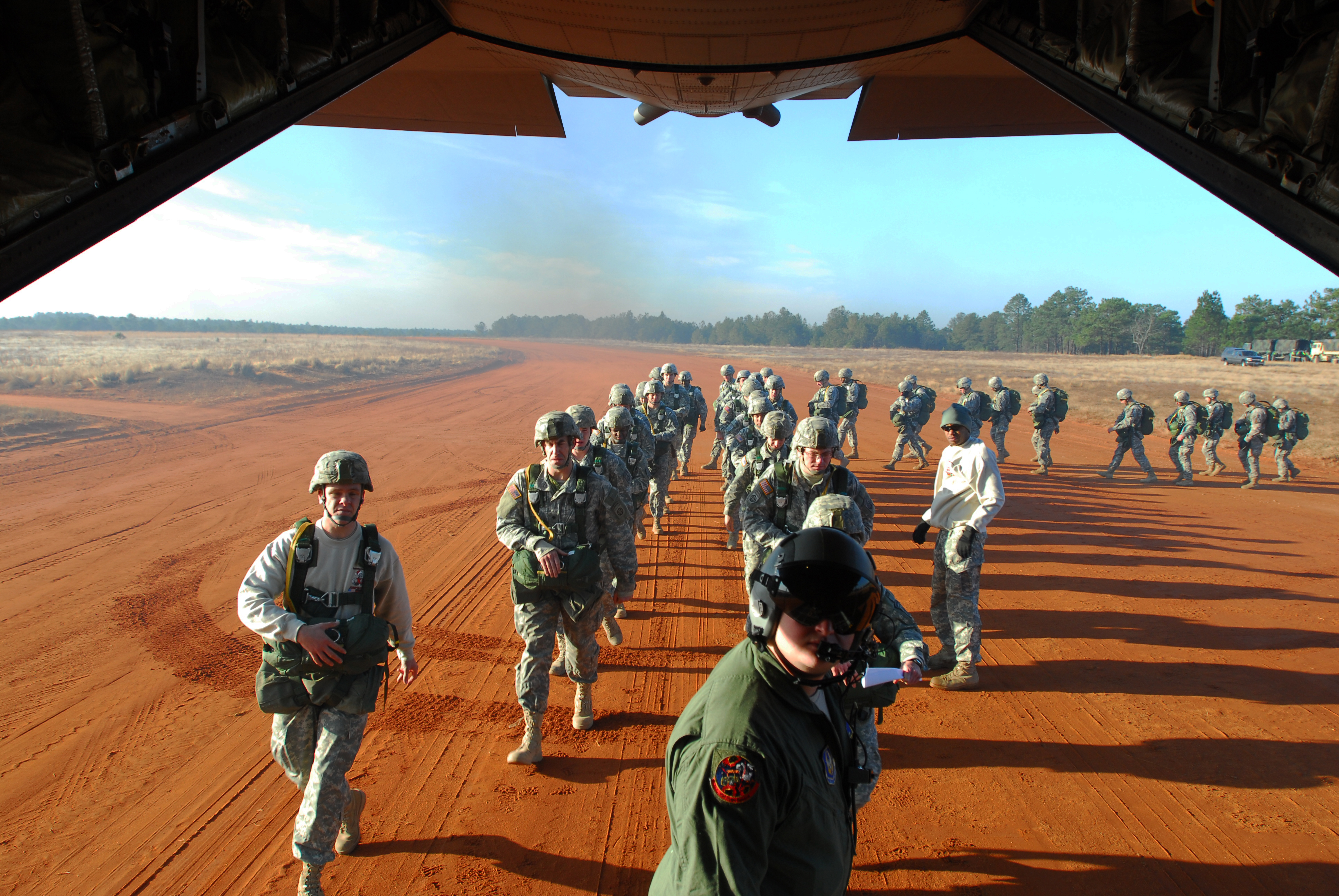

아군에게 유리한 상황을 조성하기 위하여 민간인을 대상으로 하는 군사작전. 군사작전이 이루어지는 지역의 민간인들이 아군에게 비협조적이라면 향후 군사활동이 크나큰 차질이 생기기 때문에 이를 보조하는 작전이다. 민사작전은 정보전과도 연관이 매우 깊으며, 베트남 전쟁이나 중동전쟁 등을 통해 민사·심리전의 중요성이 부각되었다. 게릴라전에서 상당히 중요하게 여겨지는 요소인만큼, 이 게릴라전에서 파생된 비정규전(UW)과 연관성도 깊다.
무력으로 공포감을 조성하여 억압하면될걸 뭣하러 번거롭게 이러는지 의문이 들수도 있지만, 강압적으로 통제하면 국제적인 비난을 오지게 쳐먹는걸 피할수가 없고, 아군이 민간인에게 공포정책을 시행하는걸 적군쪽에서 선전하여 국제적인 여론을 유리하게 조성할수도 있다.

### 정보작전(IO)
Intelligence Operation

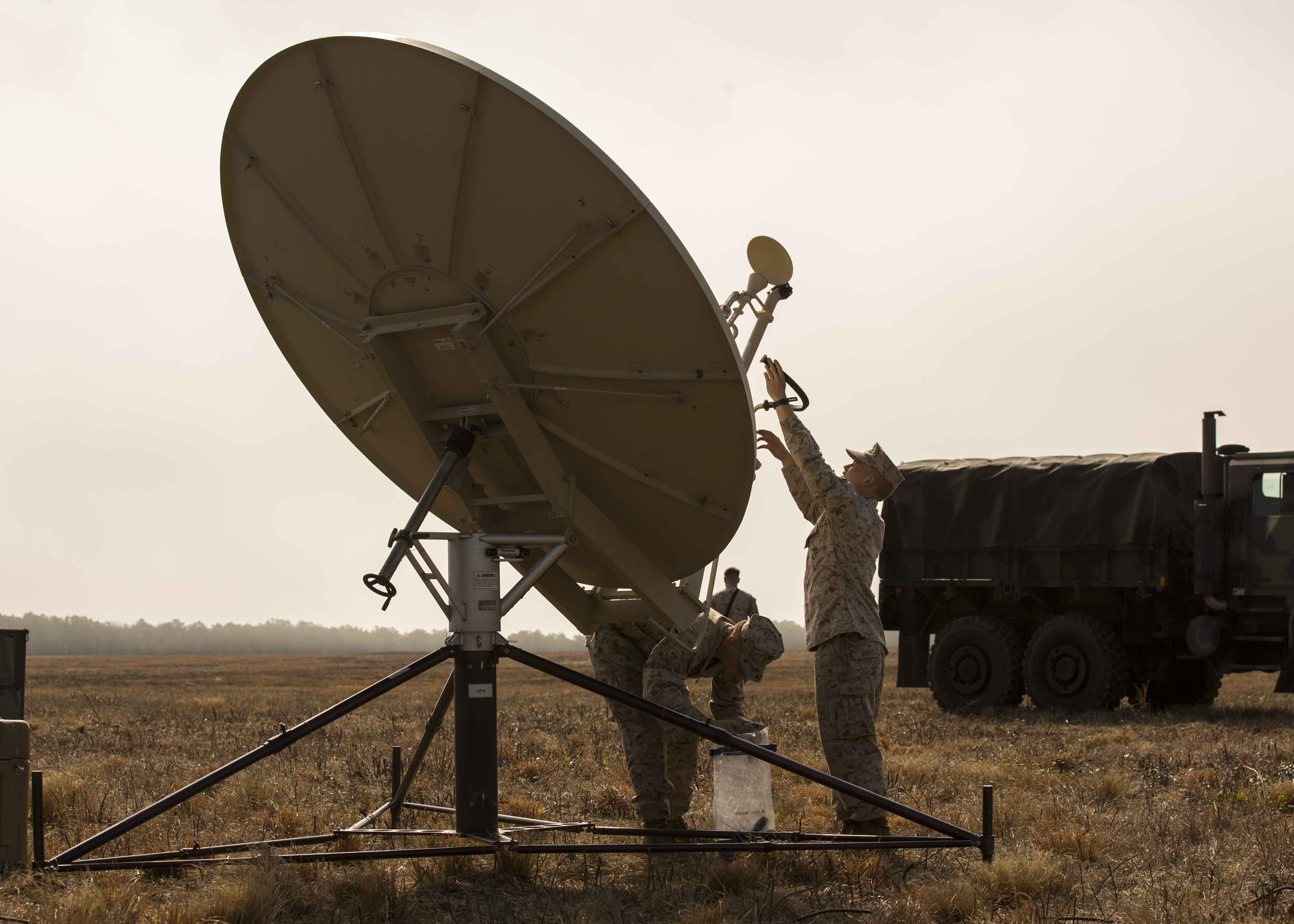

아군의 정보를 방어하고 적의 정보를 획득하는 임무. 특수부대에서 수행하는 정보전은 흔히 일반인들이 아는 블랙옵스, 즉 첩보활동을 의미한다. 특수정찰 외에도 각종 공작활동을 통한 휴민트의 습득, 그리고 이들을 제외한 사이버전이나 전자전, 정보망을 통해 행하는 테킨트 정보전을 수행한다. 정보활동에는 여러가지 유형이 있지만, 특수작전 부대 소속/출신들의 경우 주로 화이트가 아닌 흑색 작전을 수행하며, 그 중에서도 무력을 담당하는 등 매우 위험한 일을 하는 경우가 많다.

### 대량살상무기 확산억제전(CP)
CounterProliferation

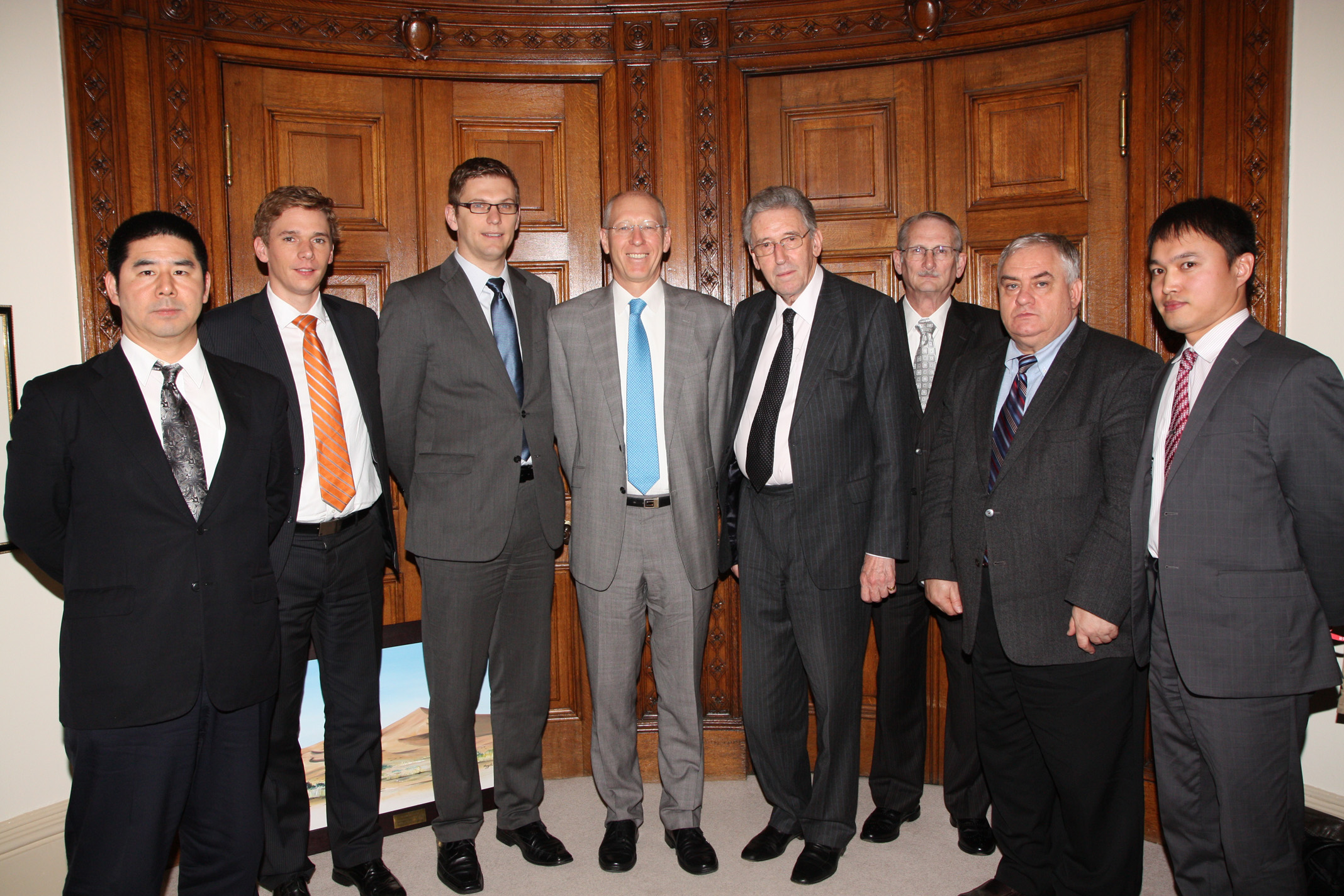

자국의 안보를 위협할 수 있는 핵무기나 생화학 무기 등의 개발과 유통 등을 차단하는 작전. 엄청난 정보력과 실행력을 가지고 있는 미국은 전세계를 대상으로 거의 독보적인 수준의 역량으로 실행가능한 규모의 특수작전이다. 미국 외의 다른 국가들은 흉내도 못내는 실정이고 상임이사국들 같은 강대국들조차 체면치레만 하는 수준일 정도로 미국과의 격차가 벌어진 부문이다. 한국은 최대 위협인 북한의 대량살상무기를 집중적으로 추적관리하고 있다고 알려져 있다.

### 동맹국 지원(CS)
동맹 국가의 특수작전을 지원하는 임무. 외국내부방어와 달리 적극적으로 동맹 국가와 함께 특수작전을 펼치는 공동작전을 의미한다. 다만 특수작전이 워낙 은밀하고 치밀하게 이루어지는 작전이니만큼 웬만큼 중요한 동맹 국가가 아니라면 거의 이루어지지 않는다. 특수부대의 장비, 인원, 전술 등은 국가적인 기밀에 해당하는데 합동작전은 이러한 민감한 정보가 타국에 노출되는 것이 거의 확실하기 때문이다. 5개의 눈에 속하는 국가들의 합동작전이 유명하다.

## 각국을 대표하는 특수부대

### 미국
델타 포스 (Delta Force): 델타 포스는 미국 육군의 최상급 특수작전 부대로 알려져 있다. 공식적으로는 "1st Special Forces Operational Detachment-Delta"로 알려져 있으며, 국가 안보와 테러리즘 대응을 목표로 한다.

### 영국
SAS (Special Air Service): SAS는 영국의 육군 특수부대로서, 다양한 작전을 수행하고 국가의 이익을 보호한다.

### 이스라엘
모사드 (Mossad): 모사드는 이스라엘의 해외정보기구로, 정보 수집, 반국가 테러리즘 및 대처, 이스라엘의 안보를 위한 암약간의 작전을 담당한다. 모사드는 국가 안보와 외교적 노력을 지원하기 위해 다양한 작전을 수행한다.

### 러시아
스페츠나츠 (Spetsnaz): 스페츠나츠는 러시아 군의 특수작전 부대로서, 다양한 군사 작전에 참여한다. 스페츠나츠는 러시아어로 특수부대라는 단어이며, 특정 Unit을 지칭하는 말이 아니다. 그러므로 스패츠나츠라는 단어는 다수의 다른 부대들을 포함한다. 그들 한 부대는 GRU(러시아 군사 정보국)와 연계되어 작전을 수행하며, 특공 작전, 경계 침투 및 대처 등 다양한 임무를 수행한다. 군 소속의 스페츠나츠는 크림반도 합병에 큰 기여를 했으며, 현재 우크라이나에서도(러시아의 우크라이나침공, 또는 특별군사작전) 작전을 수행 중이다. 서방의 여러 언론들은 스페츠나츠가 우크라이나에서 큰 손실이 봤다고 보고한 바 있다.

### 대한민국
특수전사령부: 대한민국 특수전사령부는 육군의 특수전 부대로, 육지와 연관된 다양한 작전을 수행한다. 6개의 공수여단과 3개의 단 1개의 교육기관으로 구성 되어있다. 특히 육상지대에서의 기습 작전과 비정규전과 시가지전에 특화 되어있다.
GSG 9 (Grenzschutzgruppe 9): GSG 9는 독일 연방경찰의 특수작전 부대로, 테러리즘 대응 및 인질 구출 작전을 주로 수행한다. 1977년 뮌헨 올림픽 인질극에서 탁월한 성과를 거두었으며, 세계적으로 우수한 특수부대로 평가받고 있다.

### 프랑스
GIGN (Groupe d'Intervention de la Gendarmerie Nationale): GIGN은 프랑스 국립경찰의 특수작전 부대로 테러 대응, 인질 구출 및 중요 시설 보호를 목표로 한다. GIGN은 정부의 명령에 따라 국내외에서 작전을 수행하며, 뛰어난 전술과 기술력으로 유명하다.

### 이탈리아
9th Paratroopers Assault Regiment (9° Reggimento d'Assalto Paracadutisti): 이탈리아의 9th Paratroopers Assault Regiment는 공군의 특수작전 부대로서, 반국가 테러리즘 및 비상 사태 대응 작전을 담당한다. 이 부대는 기동성과 뛰어난 파라존수(낙하산 수련) 능력으로 유명하다.

### 중화인민공화국 (중국)
特种部队 (Special Forces): 중국은 여러 특수부대를 운영하며, 그 중 일부는 PLA (중국 인민해방군) 특수작전 부대인 15부대, 陆军特种部队 (Army Special Forces) 및 中国人民武装警察部队 (People's Armed Police) 특수작전 부대 등이 있다. 대규모 작전, 첨단 기술 및 암약간의 작전 능력으로 알려져 있다.

### 호주
SASR (Special Air Service Regiment): 호주의 SASR은 호주 군대의 특수작전 부대로, 강력한 전투력과 다양한 작전 능력으로 유명하다. 국가 안보, 국제 안보와 관련된 작전을 수행하며, 특히 아프가니스탄 등에서 활약한 경험이 있다.

## 참고문헌
- 박현식 (2020.03.10.). 《특수전개론》. 퍼플.
- 박현식 (2021.01.08.). 《그린베레, 검은베레 기본전술》. e퍼플.

## 같이 보기
- 특수부대
- 게릴라전
- 군사작전
- 특수전사령부
- 비정규전
- 2차 세계대전